# Foaad Ali Abubaker
Foaad Ali Abubaker (* 3. Dezember 1982) ist ein ehemaliger katarischer Marathonläufer.
2002 belegte er bei den Halbmarathon-Weltmeisterschaften in Brüssel den 80. Platz und wurde Fünfter beim Marathon der Asienspiele in Busan.
Im Jahr darauf lief er bei den Leichtathletik-Weltmeisterschaften 2003 in Paris/Saint-Denis auf Rang 57 ein und wurde Sechster beim Palermo-Marathon.
2004 kam er beim Paris-Marathon auf den 20. Platz, wurde Siebter beim Turin Half Marathon und belegte bei den Halbmarathon-WM in Neu-Delhi den 43. Platz.

## Persönliche Bestzeiten
- Halbmarathon: 1:05:45 h, 19. September 2004, Turin
- Marathon: 2:16:56 h, 4. April 2004, Paris